# Kursächsische Postmeilensäule Senftenberg

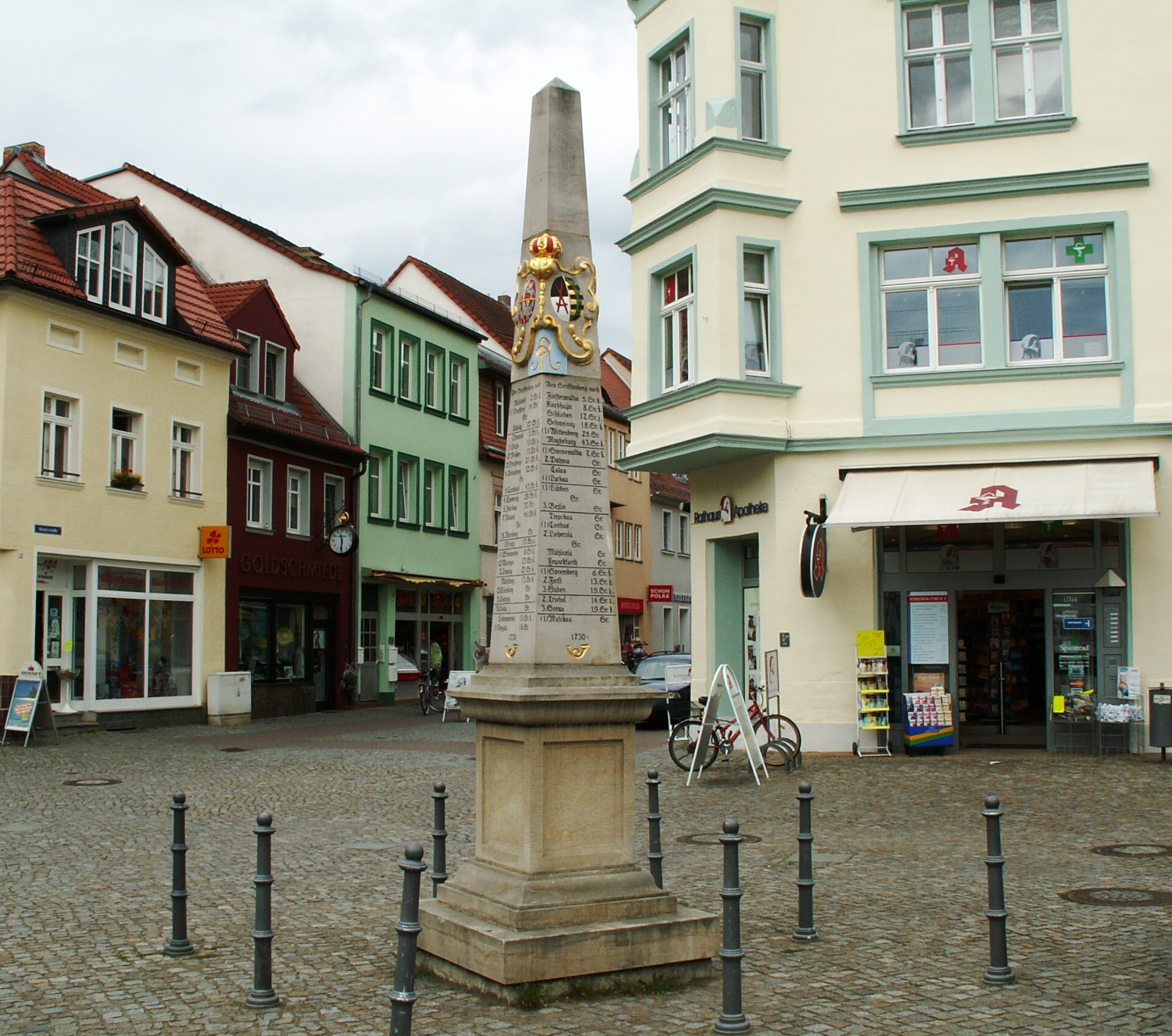
Postmeilensäule auf dem Senftenberger Markt

Die denkmalgeschützte kursächsische Distanzsäule Senftenberg gehört zu den Postmeilensäulen, die im Auftrag des Kurfürsten Friedrich August I. von Sachsen durch den Land- und Grenzkommissar Adam Friedrich Zürner in der ersten Hälfte des 18. Jahrhunderts im Kurfürstentum Sachsen errichtet worden sind. Sie befindet sich in auf dem Markt der südbrandenburgischen Stadt Senftenberg im Landkreis Oberspreewald-Lausitz.

## Geschichte
Die Distanzsäule wurde ausweislich der im Sächsischen Staatsarchiv – Hauptstaatsarchiv Dresden – überlieferten Archivalien im Jahre 1730 angefertigt und 1731 auf Kosten des Rates der Stadt Senftenberg auf dem dortigen Marktplatz errichtet. Sie trug Distanzstundenangaben (1 Wegstunde/St. = 4,531 km) in alle vier Himmelsrichtungen. Durch die Abtretung umfangreicher Gebiete des Königreichs Sachsen an das Königreich Preußen ab 1815 wurden die Entfernungsangaben teilweise unbrauchbar. Auch wurde das an der Säule befindliche kursächsisch-polnisch-litauische Allianzwappen als nicht mehr zeitgemäß in der preußischen Monarchie empfunden. Nach mehreren Beschwerden wurde die kursächsische Distanzsäule im Jahre 1847 abgebaut und ihre Steine größtenteils als Baumaterial verwendet. Das geborgene farbige Wappenstück der Säule blieb als einziges Reststück erhalten und gelangte in das Kreismuseum Senftenberg, wo es sich noch heute befindet.

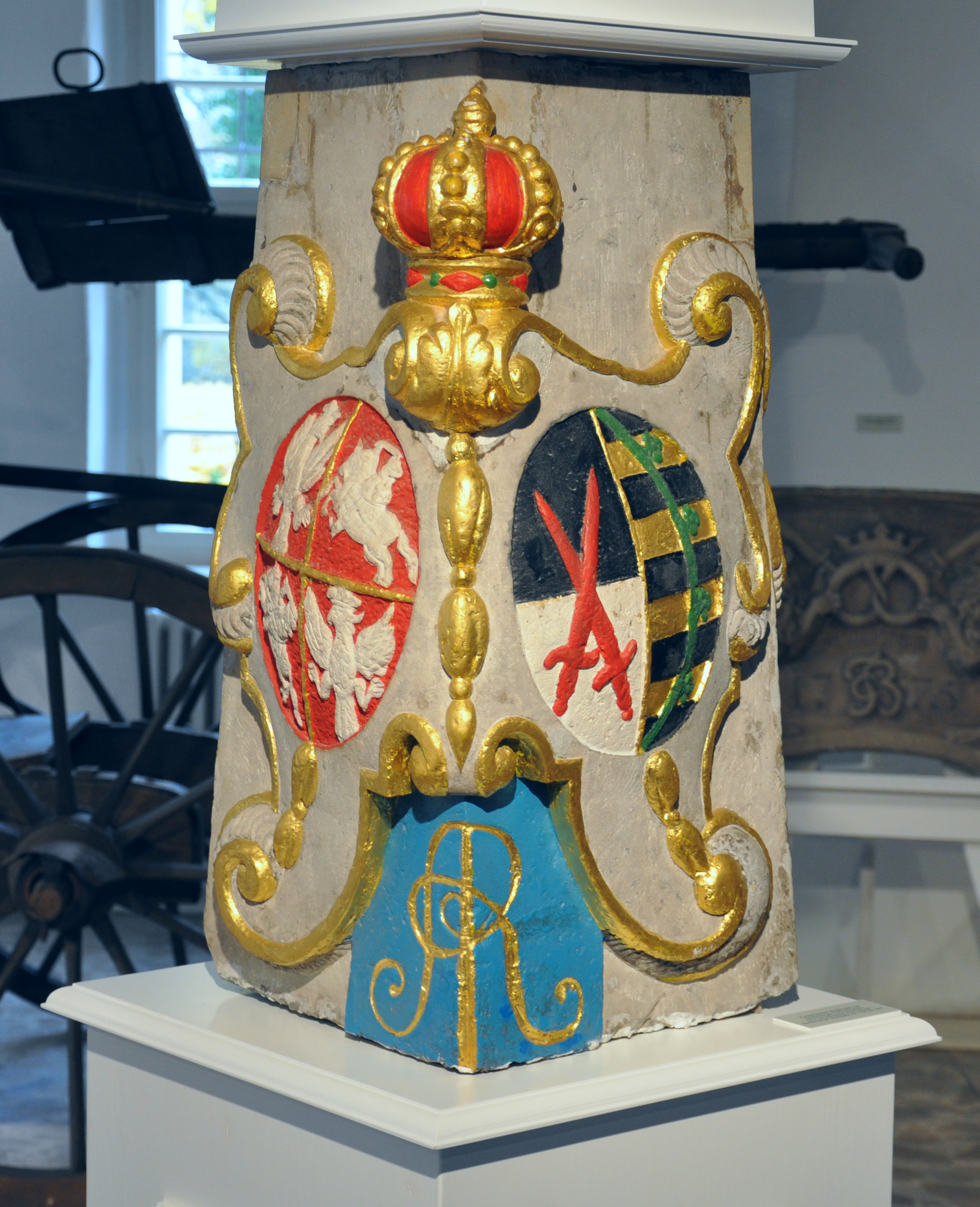
Restauriertes Originalwappen im Museum Senftenberg

Mit Unterstützung der seit 1964 bestehenden Forschungsgruppe Kursächsische Postmeilensäulen unter André Kaiser wurde auf Kosten der Stadt Senftenberg von einem ortsansässigen Steinmetz eine Nachbildung der Distanzsäule angefertigt, am alten Standort auf dem Markt aufgestellt und am 18. Oktober 2000 feierlich enthüllt. Die Inschriften der Säule konnten den im Archiv erhaltenen Akten entnommen werden.

## Aufbau der Distanzsäulen
Wie fast alle Distanzsäulen besteht sie aus sieben Teilen. Sockel, Postament und Postamentbekrönung bilden den Unterbau. Der Oberbau besteht aus Zwischenplatte, Schaft, Wappenstück und Spitze.